# Сура Ат-Тагабун
Сура Ат-Тагабун (араб. سورة التغابن‎) або Взаємний обман — шістдесят четверта сура Корану. Мединська, містить 18 аятів.